# Destreza
A Destreza pode ser qualificada quanto à proporcionalidade física ou não, tendo em conta que ainda temos no mesmo grupo, a velocidade, a força, a resistência e flexibilidade. Destreza também é uma maneira de dizer habilidade, agilidade, aptidão. 
Destreza também pode ser entendida como a capacidade de percepção.
Ou seja destreza é a mesma coisa que agilidade.